# DeCavalcante-Familie
Die DeCavalcante-Familie (DeCavalcante crime family) ist eine italo-amerikanische Mafiafamilie der amerikanischen Cosa Nostra mit Hauptsitz in Elizabeth, New Jersey.
Sie arbeitet zusammen mit den Fünf Familien aus New York und unterhält enge Beziehungen zur Bruno-Familie aus Philadelphia, Pennsylvania und zur Patriarca-Familie aus Boston und Providence, New England.
Die DeCavalcantes waren zum Großteil die Inspiration für die fiktive DiMeo-Familie (Soprano-Familie) aus der HBO-Serie „Die Sopranos“.

## Anfänge
Die frühere Organisation der heutigen DeCavalcante-Familie wurde von der Kommission der amerikanischen Cosa Nostra zu Beginn nicht als eigenständige Familie anerkannt.
Während der Prohibitionszeit gab es in North Jersey mehrere Bosse, die dort z. B. den Transport von Alkohol und Whisky steuerten.
Es gab zwei inoffizielle Mafia-Familien mit Sitz in New Jersey. Eine Familie in Newark unter der Leitung von Gaspare D’Amico und eine in Elizabeth unter der Leitung von Stefano Badami.
Auch New Yorker Familien hatten Nebenstandorte in New Jersey.
Zum einen die Fraktion von Joe Masseria, der heutigen Genovese-Familie, und die Fraktion von Gaetano Reina, der heutigen Lucchese-Familie. Auch die Philadelphia Crime Family (Bruno-Familie) operierte in South Jersey.
Im Jahr 1937 floh D’Amico nach einem gescheiterten Attentat auf sein Leben, das von Joseph Profaci (ehemaliger Boss der heutigen Colombo-Familie) angeordnet worden war.

## Badami, Amari & Delmore
Gegen Ende der 1930er Jahre wurde Stefano „Steve“ Badami der alleinige Boss der Elizabeth-Newark-Fraktionen.
Seine Herrschaft erwies sich jedoch als schwach, da die Fraktionen aus Newark und Elizabeth sich um die alleinige Kontrolle über New Jersey bekämpften.
Badami herrschte bis in die 1950er, aber wurde 1955 während eines eventuellen Machtkampfes zwischen den beiden Fraktionen ermordet.
Badamis Underboss und Gefährte Filippo „Phil“ Amari stieg zum neuen Boss auf.
Er war allgemein als der neue Kopf der New-Jersey-Organisation anerkannt, aber seine Amtszeit erwies sich als sehr kurz, da es mehrere Fraktionen gab, die sich gegeneinander verschworen und versuchten, die Kontrolle zu übernehmen.
Noch während Amari verantwortlich war, zog er sich nach Sizilien zurück und wurde von seinem Underboss Nicholas „Nick“ Delmore (geb. Amoruso) vertreten.
Delmore nahm 1957 in Vertretung an dem berühmten Apalachin-Meeting teil. Auch anwesend waren Francesco „Frank“ Majuri (Newark-Fraktion) und Louis LaRasso (Elizabeth-Fraktion). Delmore wurde nun offizieller Boss, LaRasso wurde neuer Underboss und Majuri zum neuen Consigliere befördert.
Delmore leitete von nun an die Organisation, bis er in den frühen 1960er krank wurde und sich die rebellischen Zeiten von New Jersey dem Ende neigten.
Er starb im Jahr 1964 und sein Neffe Sam DeCavalcante wurde neuer Chef der von nun an als offiziell eigenständig anerkannten „DeCavalcante-Familie“.

## DeCavalcante-Ära
Zwischen 1964 und 1969 verdoppelte DeCavalcante die Anzahl der Familienmitglieder.
Viel Respekt genoss er durch seinen Platz in der berüchtigten Kommission der Cosa Nostra.
Im Jahr 1969 wurde er der Erpressung und Verschwörung zum organisierten Verbrechen für schuldig befunden und zu 15 Jahren Haft verurteilt.
Nach seiner Entlassung im Jahr 1976 residierte er in einer Hochhaus-Eigentumswohnung in Florida und zog sich teilweise aus dem Familiengeschäft zurück.
In dieser Zeit ernannte er Giovanni Riggi zum amtierenden Boss. Offiziell trat DeCavalcante Anfang der 1980er Jahre zurück und überließ Giovanni „John the Eagle“ Riggi die Führung. Trotzdem ging das FBI davon aus, dass er bis in die frühen 1990er noch immer stiller Berater der Familie war.

## Riggis Führung
Unter Riggis Führung wurden enorme Summen aus dem Baugeschäft, der Erpressung, Kreditwucherei und dem illegalen Glücksspiel erwirtschaftet.
Mitte der 1980er Jahre baute Riggi eine gute Verbindung zu John Gotti, dem Boss der Gambino-Familie, auf.
Nachdem Riggi wegen Anstiftung zum Mord inhaftiert worden war, ernannte er 1990 John D’Amato zum amtierenden Boss der Familie.
Zwischenzeitlich wurde der offizielle, langjährige Underboss Louis LaRasso im Jahr 1991 offenbar Opfer einer sogenannten Lupara bianca und verschwand spurlos. Giacomo „Jake“ Amari übernahm fortan offiziell dessen Amt und leitete alle Arbeiter- und Bau-Operationen. Etwas später fand man heraus, dass D'Amato sich an homosexuellen Handlungen beteiligt haben soll und so wurde er 1992 ermordet.
Riggi leitete weiterhin die Familie aus dem Gefängnis heraus, aber er ernannte Amari zum neuen amtierenden Boss.
Alles schien wieder geregelt, bis Amari langsam erkrankte und 1997 an Magenkrebs starb.
Dies führte zu einem massiven Machtvakuum in der Familie. Einige hochrangige Mitglieder drängten darauf, der nächste Chef der DeCavalcante-Familie zu werden.
Daraufhin organisierte Riggi ein Drei-Mann-Gremium, bestehend aus Girolamo Palermo, Vincent Palermo (nicht verwandt) und Charles Majuri, welches gemeinsam die Tagesgeschäfte mit Stefano Vitabile als Consigliere regeln sollte.

## Haft und Zeugenschutz
Am 2. Dezember 1999 verhaftete das FBI Vincent Palermo und circa 30 weitere Mitglieder und einige Assoziierte der Familie. Vincent selbst wurde wegen versuchten Mordes an dem Soldato Frank D’Amato und auch des Mordes an Frank Majuri sowie weiteren Straftaten angeklagt. Palermo realisierte, eventuell den Rest seines Lebens hinter Gittern verbringen zu müssen und entschied sich dazu, mit dem FBI, im Gegenzug für eine mildere Strafe, zu kooperieren. Er gestand die Tötung von Fred Weiss und Louis LaRasso sowie die Planung der Morde an John D'Amato, Joseph Masella, Charles Majuri, Frank D’Amato und Tom Salvata, dem Manager seines Strip-Clubs. Weitere Top-Mitglieder der Familie, wie Anthony Rotondo und Anthony Capo, wurden ebenfalls Regierungszeugen.
Im Jahr 2001 wurden 20 Gangster wegen Erpressung, sieben Morden, 14 Mordverschwörungen, versuchtem Mord, Erpressung in der Bauindustrie und Aktienbetrugs für schuldig befunden.
Dies war die vierte Anklage gegen die Familie seit 1999. Die US-Strafverfolgungsbehörden brachten auch Giovanni Riggi vor Gericht, der 2003 hätte entlassen werden können, aber zu 10 weiteren Jahren im Gefängnis verurteilt wurde.

## Letzte Jahre
Anfang 2005 übernahm der stellvertretende Underboss Joseph Miranda zugleich als amtierender Boss die Führung der Organisation und führte bis zu 12 neue Mitglieder ein, mit dem Versuch, die Familie wieder zu stärken.
Ende des Jahres 2006, Anfang 2007 trat er von seinem Amt zurück und überließ Francesco Guarraci die Position des amtierenden Bosses.
Miranda selbst dient der Familie weiterhin als Underboss.
Zwischen 1999 und 2005 kamen etwa 45 Männer in Haft, darunter der Consigliere Stefano Vitabile und sieben Capos.
Seit dieser Zeit haben die fünf New Yorker Familien beträchtlichen Einfluss auf die Familie in North Jersey genommen.
Es ist unklar, wie viel Einfluss, wenn überhaupt, John Riggi zu dieser Zeit aus dem Gefängnis heraus bis zu seiner Entlassung am 27. November 2012 noch haben konnte. Riggi starb am 3. August 2015 im Alter von 90 Jahren eines natürlichen Todes.
Im März 2015 verhaftete das FBI 10 Mitglieder und Assoziierte der Familie. Die Anklage lautete auf Verschwörung zum Mord und Drogenhehlerei. Unter den Verhafteten waren der 71-jährige Capo Charles Stango und der 72-jährige Consigliere bzw. Nachfolger von Stefano Vitabile, Frank Nigro.

## Historische Führung

### Oberhaupt der Familie
Nicht immer ist das Oberhaupt einer Familie so eindeutig zu identifizieren; insbesondere, wenn durch eine Haftstrafe ein anderes Familienmitglied in den Vordergrund rückt. Die Betrachtung von außen macht es nicht immer einfach, ein neues Oberhaupt als solches zu erkennen bzw. dessen genaue Amtszeit festzustellen. Außerdem scheint sich gewissermaßen ein Präsidialsystem durchzusetzen; d. h. das Oberhaupt verlagert seine Macht mehr auf einen sogenannten „acting boss“ und/oder „street boss“, die ihrerseits wiederum das Oberhaupt als solches weiter anerkennen, auch wenn es zum Beispiel in Haft sitzen sollte.
| Zeitraum    | Name                                | Spitzname       | Lebenszeit | Todesursache              | Anmerkung                  |
| ----------- | ----------------------------------- | --------------- | ---------- | ------------------------- | -------------------------- |
| 1920er–1955 | Stefano Badami                      |                 | 1904–1955  | am 31. März 1955 ermordet |                            |
| 1955–1957   | Filippo Amari                       | Phil            | ????–1957  | natürlicher Tod           |                            |
| 1957–1964   | Nicholas Delmore (Nicholas Amoruso) | Nick            | ????–1964  | natürlicher Tod           | Onkel von Sam DeCavalcante |
| 1964–1982   | Sam DeCavalcante                    | Sam the Plumber | 1912–1997  | Herzinfarkt               | zurückgetreten             |
| 1982–2015   | Giovanni Riggi                      | John the Eagle  | 1925–2015  | Prostatakrebs             | 1990–2012 inhaftiert       |

Acting Boss
- 1962–1964: Sam DeCavalcante; wurde 1964 Boss
- 1990–1992: John D’Amato; Spitzname: „Johnny Boy“; wurde 1992 Opfer einer Lupara bianca / Auftraggeber: Stefano Vitabile
- 1992–1997: Giacomo Amari; Spitzname: „Jake“; starb 1997 an Magenkrebs
- 1997–1999: (GREMIUM)
  - Girolamo Palermo; Spitzname: „Jimmy Dumps“; * 1938
  - Vincent Palermo; Spitzname: „Vinny Ocean“; * 1946; wurde 1999 Informant
  - Charles Majuri; Spitzname: „Charlie Big Ears“; * 1940; wurde 2000 angeklagt
- 2000–2004: (GREMIUM)
  - Girolamo Palermo; wurde 2004 verurteilt und unter Hausarrest gestellt
  - Stefano Vitabile; Spitzname: „Steve the Truck Driver“; * 1935; wurde 2003 angeklagt und 2006–2013 inhaftiert
  - Giuseppe Schifilliti; Spitzname: „Pino“; * 1938; wurde 2003 inhaftiert
- 2005–2007: Joseph Miranda; Spitzname: „Joe the Old Man“; * 1925; zurückgetreten / wurde Underboss
- 2007–2012: Francesco Guarraci; Spitzname: „Frank“; * 1955

### Underboss der Familie
Der Underboss ist die Nummer zwei in der Verbrecher-Familie, er ist der stellvertretende Direktor des Syndikats. Er sammelt Informationen für den Boss, gibt Befehle und Instruktionen an die Untergebenen weiter. In Abwesenheit des Bosses führt er die Organisation an.
| Zeitraum    | Name                                | Spitzname       | Lebenszeit | Todesursache                         | Anmerkung                          |
| ----------- | ----------------------------------- | --------------- | ---------- | ------------------------------------ | ---------------------------------- |
| 1920er–1931 | Sam Monaco                          | 1893–1931       | ????–1931  | am 10. September 1931 ermordet       |                                    |
| 1931–1955   | Filippo Amari                       | Phil            | ????–1957  | natürlicher Tod                      | wurde 1955 Boss                    |
| 1955–1956   | Nicholas Delmore (Nicholas Amoruso) | Nick            | ????–1964  | natürlicher Tod                      | wurde 1957 Boss                    |
| 1956–1957   | Francesco Majuri                    | Fat Frank       | 1909–1983  | natürlicher Tod                      | wurde 1957 Consigliere             |
| 1957–1989   | Louis LaRasso                       | Fat Lou         | 1926–1991  | wurde 1991 Opfer einer Lupara bianca | Täter: Vincent Palermo             |
| 1991–1992   | Giacomo Amari                       | Jake            | ????–1997  | Magenkrebs                           | wurde 1992 Acting Boss             |
| 2007-heute  | Joseph Miranda                      | Joe the Old Man | 1925-heute |                                      | bereits seit 2003 Acting Underboss |

Acting Underboss
- 1978–1989: Girolamo Palermo
- 1989–1991: Giacomo Amari; wurde 1991 Underboss
- 2003–2007: Joseph Miranda; wurde 2007 Underboss

### Consigliere der Familie
Auf derselben Ebene wie der Underboss steht der Consigliere, der Berater der kriminellen Familie. Es handelt sich meist um ein älteres Mitglied der Familie, das in seiner kriminellen Karriere die Stellung des Bosses nicht erreicht und sich nun teilweise von der aktiven kriminellen Tätigkeit zurückgezogen hat. Er berät den Boss und den Underboss und hat dadurch einen beträchtlichen Einfluss und erhebliche Macht.
| Zeitraum    | Name             | Spitzname              | Lebenszeit | Todesursache    | Anmerkung                |
| ----------- | ---------------- | ---------------------- | ---------- | --------------- | ------------------------ |
| 1920er–1957 | unbekannt        |                        |            |                 |                          |
| 1957–1982   | Francesco Majuri | Fat Frank              | 1909–1983  | natürlicher Tod | Vater von Charles Majuri |
| 1982–2014   | Stefano Vitabile | Steve the Truck Driver | 1935-heute |                 | 2006–2013 inhaftiert     |
| 2014-heute  | Frank Nigro      | Goombah Frankie        | 1943-heute |                 |                          |

## Filme und Dokumentationen
- In der HBO-Serie „Die Sopranos“ weist die fiktive DiMeo-Familie (Soprano-Familie) viele Parallelen zu den DeCavalcantes auf.
  - John „Johnny Boy“ D’Amato z. B. wurde, wie auch der fiktive DiMeo-Captain Vito Spatafore, aufgrund von homosexuellen Handlungen ermordet.
  - Der fiktive Giacomo „Jackie“ Aprile, Sr. trägt den gleichen Vornamen und teils den gleichen Spitznamen wie Giacomo „Jake“ Amari. Er ist ebenso amtierender Boss, stirbt an Magenkrebs und sein Tod weckt ein massives Machtvakuum zwischen rivalisierenden Fraktionen innerhalb der Familie.
  - Vincent „Vinny Ocean“ Palermo weist viele Parallelen zu Tony Soprano auf. Ein eigener Strip-Club, ansässig in einem eigenen Anwesen, und er wurde vom Captain zum amtierenden Boss befördert.
  - Die DeCavalcantes, wie auch die fiktiven (Sopranos), arbeiteten eng mit den New Yorker Familien zusammen. Giovanni „John the Eagle“ Riggi hatte ein enges Verhältnis zu John Gotti, dem Boss der Gambino-Familie, wie auch der fiktive Tony Soprano zum Boss der fiktiven Lupertazzi-Familie.
- 2006: „The real Sopranos“, Dokumentation von Thomas Viner
- 2010: „Mob Money“: „An American Greed Special Presentation“; CNBC-Dokumentation